# NGC 4721
NGC 4721 este o emission-line galaxy⁠(d) situată în constelația Părul Berenicei. A fost descoperită în 24 aprilie 1865 de către Heinrich Louis d'Arrest. Se află la o distanță de 111,56 megaparseci de Pământ.